# Сражение за форт Самтер
Сражение за форт Самтер (англ. Battle of Fort Sumter; 12—13 апреля 1861) — блокада, бомбардировка и взятие южанами форта Самтер около города Чарльстона, штат Южная Каролина. Это событие послужило формальным предлогом для начала Гражданской войны в США.

## Предыстория
Южная Каролина объявила о сецессии вскоре после победы Линкольна на президентских выборах 1860 года, а к февралю 1861 ещё шесть южных штатов сделали аналогичные заявления. 7 февраля семь штатов приняли временную конституцию Конфедеративных Штатов Америки и объявили временной столицей город Монтгомери, штат Алабама. В феврале в Вашингтоне собралась мирная конференция, которая безуспешно пыталась разрешить кризис. Остальные рабовладельческие штаты отклонили предложение о вступлении в Конфедерацию.
Войска Конфедерации заняли все четыре федеральных форта (кроме Самтера); президент Бьюкенен заявил официальный протест, но не стал предпринимать военных акций и не начал серьёзных военных приготовлений. Однако губернаторы штатов Массачусетс, Нью-Йорк и Пенсильвания взяли инициативу в свои руки, начав закупать оружие и тренировать ополченцев.
4 марта 1861 года Линкольн принёс президентскую присягу. В своей инаугурационной речи он заявил, что хотя Конституция имеет приоритет перед более ранними «Статьями Конфедерации и вечного союза», но статьи установили вечность Союза, поэтому сецессия не может быть законна. Он пообещал не применять силу против южных штатов и не отменять рабство на тех территориях, где оно существовало, но предупредил, что применит силу, чтобы защитить федеральную собственность.
Южные штаты отправили в Вашингтон делегацию, которая предложила заплатить за конфискованное федеральное имущество и заключить мирное соглашение с Соединёнными Штатами. Линкольн отказался вступать в переговоры с послами Конфедерации на том основании, что правительство Конфедерации не является легитимным, и пойти на переговоры означает признать их суверенитет и легитимность. Однако госсекретарь Уильям Сьюард начал неофициальные переговоры, которые ни к чему не привели.

## Осада и переговоры
В момент отделения Южной Каролины в Чарльстонской гавани находилось несколько фортов, но федеральные гарнизоны практически перестали существовать. Президент Бьюкенен назначил новым командиром гарнизона майора Роберта Андерсона. Этот выбор был не случайным: с одной стороны, Андерсон — кентуккиец, женат на джорджианке и даже сторонник рабства. Предполагалось, что он постарается не провоцировать южнокаролинцев. С другой стороны, он — «человек Уинфилда Скотта» с того времени, как служил его адъютантом во время семинольских войн. Кроме того, он был лично знаком с Линкольном, будучи в 1832 году полковником иллинойсских волонтёров, а Линкольн — капитаном тех же волонтёров.
К осени лидеры Южной Каролины пришли к убеждению, что конфискация федерального имущества в Чарльстонской гавани не терпит отлагательства. Напряжение возрастало, и форт мало-помалу оказывался в фактической блокаде.

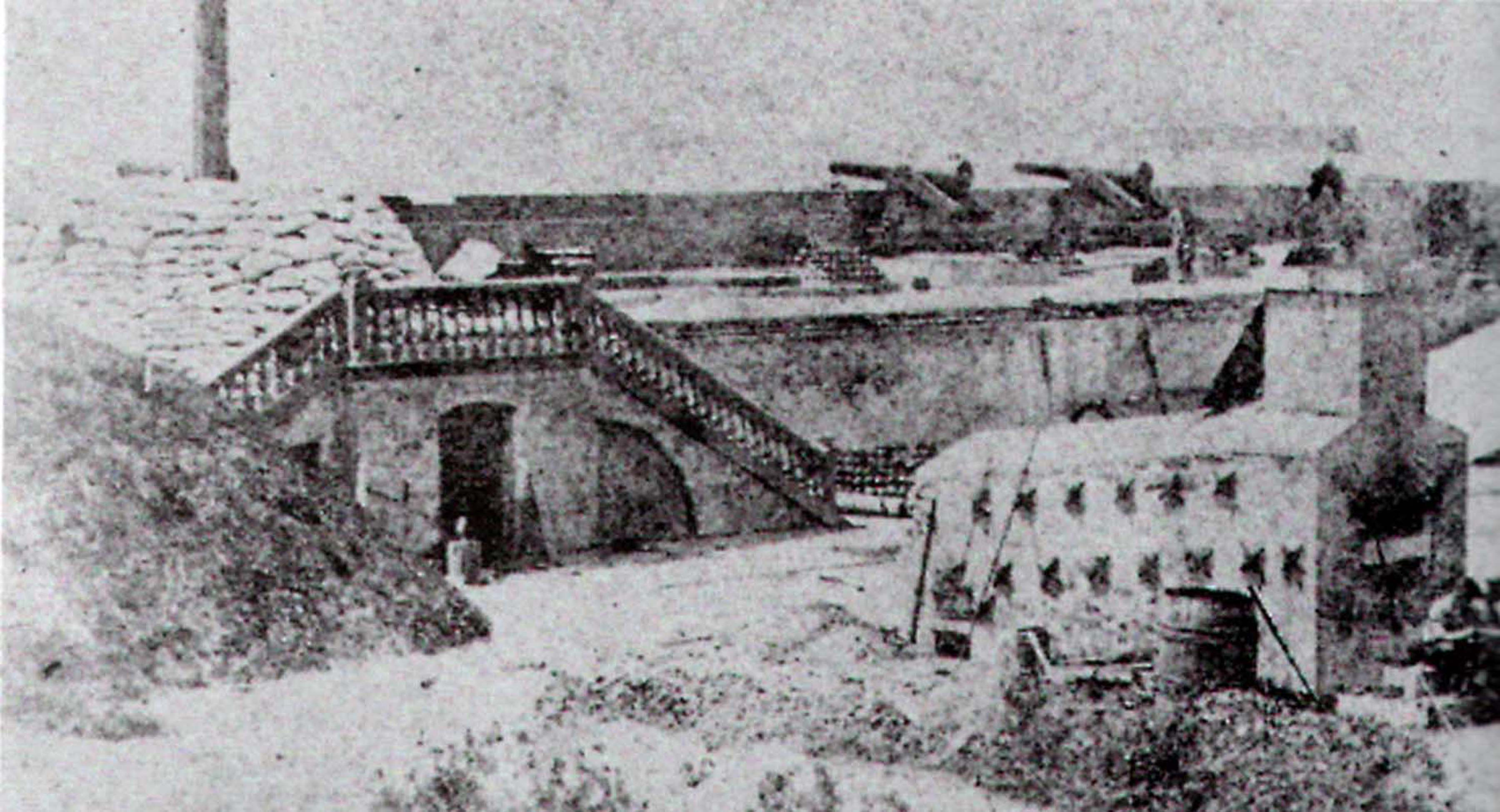
Форт Мултри в 1861

В гавани было построено несколько фортов, включая Самтер и Мултри. Мултри — самый старый, являлся штабом гарнизона. Однако он создавался скорее как артиллерийская батарея для защиты гавани, и со стороны суши был практически не защищён. Форт Самтер, наоборот, считался мощнейшим фортом в мире на момент постройки. К осени 1860 года работы почти закончились, но гарнизон состоял из одного солдата, который обслуживал маяк. И всё же Самтер был сильнее форта Мултри, а главное, — приспособлен для отражения атак с суши.
Когда Андерсон прибыл в гавань, в его распоряжении оказалось всего 85 человек и форт Мултри. В ночной темноте 26 декабря 1860 года Андерсон заклепал орудия Мултри и перевёл свой отряд в Самтер. Правительство Южной Каролины сочло эти действия незаконными и потребовало эвакуации форта. Президент Бьюкенен ещё находился при исполнении своих обязанностей, он отказался эвакуировать форт и в январе организовал вспомогательную экспедицию.
В форте были на исходе запасы продовольствия и питьевой воды. 9 января в бухту Чарльстона вошёл большой пассажирский пароход «Звезда Запада» с продовольствием для Самтера и около 200 солдатами для усиления его гарнизона. Но когда батарея из форта в Каммингс-Пойнте дала по совершенно безоружному пароходу несколько залпов, он развернулся и уплыл. Батарея была укомплектована кадетами из Южнокаролинского военного колледжа «Цитадель» — единственными обученными артиллеристами в штате. Андерсон не стал поддерживать «Звезду Запада» огнём своей артиллерии, так как министр обороны США Дж. Флойд в присланной инструкции рекомендовал ему «избегать любой акции, которая повела бы к ненужному провоцированию агрессии».
На следующий день произошло ещё одно важное событие: 10 января Флорида вышла из состава Союза. Один из федеральных отрядов ушёл в форт Пикенс, и на американском побережье образовался ещё один аналог Самтера.
Сразу после образования Конфедерации среди её участников возникли споры о том, считать ли ликвидацию форта внутренним делом Южной Каролины или же этот вопрос должно решать правительство в Монтгомери. Губернатор Южной Каролины Фрэнсис Пикенс (в 1858—1860 посол в России, где общался с Александром II) был сторонником «прав штата» и полагал, что имущество в Чарльстонской гавани необходимо передать штату. Также встал вопрос — насколько агрессивно имеет смысл действовать. Джефферсон Дэвис, как и Линкольн, считал, что важно не получить обвинения в агрессии. Обе стороны полагали, что сторона, первая применившая силу, потеряет поддержку нейтральных штатов. После инаугурационной речи Линкольна пять штатов проголосовали против сецессии, в их числе Виргиния, и Линкольн открыто предложил эвакуировать форт Самтер, если это обеспечит лояльность Виргинии.

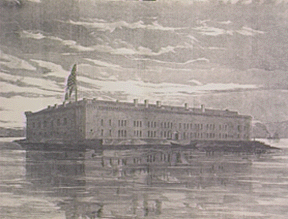
Форт Самтер перед сражением

В марте командующим южнокаролинскими силами в Чарльстоне был назначен генерал Борегар. 1 марта президент Дэвис повысил его с бригадного до полного генерала, сделал его главнокомандующим армии Конфедерации и непосредственно поручил ему командовать блокадой форта Самтер. Борегар повторил требования эвакуации форта и принял меры к тому, чтобы пресечь поставки продовольствия из Чарльстона в форт. Собственные продовольственные запасы форта к тому моменту были практически на исходе. Борегар занялся усиленной подготовкой личного состава своих войск, делая основной упор на тренировку артиллеристов. По иронии судьбы Андерсон был артиллерийским инструктором Борегара в Вест-Пойнте, и оба офицера в то время общались весьма тесно, так что одно время Борегар был ассистентом Андерсона. Обе стороны провели март в занятиях строевой подготовкой и фортификационными работами.
4 марта президент Линкольн узнал, что запасы в форте Самтер гораздо меньше, чем он думал. Почти месяц ушёл у президента на принятие решения, и только 29 марта оно было принято: он решил организовать морской конвой из нескольких торговых судов под прикрытием боевых кораблей федерального флота. Командиром экспедиции был назначен Густав Ваза Фокс. 6 апреля 1861 года Линкольн уведомил губернатора Фрэнсиса Пикенса, что «будет осуществлена попытка снабжения форта только продовольствием, и не будет попыток доставить туда людей, оружие или снаряжение без предварительного уведомления, кроме случая, если форт подвергнется нападению».
Однако в то же самое время Линкольн организовал секретную экспедицию с целью занять войсками форт Пикенс в штате Флорида. Операция была поручена Джону Уордену. Экспедиции на Самтер и Пикенс готовились одновременно, из-за чего вышли организационные накладки: флагман «самтерской» экспедиции, пароход «Powhatan», по ошибке ушёл в сторону форта Пикенс. Секретный приказ на занятие форта Пикенс даёт основания полагать, что экспедиция в форт Самтер имела также военный и секретный характер.
Правительство Конфедерации не поверило словам Линкольна о мирном характере «самтерской экспедиции», также оно не хотело, чтобы блокада затягивалась до бесконечности. Так или иначе, но 9 апреля правительство собралось в Монтгомери на совещание, где было решено открыть огонь по форту, чтобы принудить его сдаться до появления деблокирующего флота. Только госсекретарь Роберт Тумбс выступил против такого решения: он сказал президенту Дэвису, что нападение «лишит нас любых друзей на севере».
Правительство колебалось в выборе решения. Военный секретарь Лерой Поуп Уокер отправил Борегару телеграмму с указанием: если Борегар убедится, что форт получает военные подкрепления, он должен сразу же потребовать эвакуации, а если отказы продолжатся, то он должен разрешить ситуацию тем способом, который сочтёт нужным.
11 апреля Борегар отправил вестового в форт Самтер с объявлением ультиматума. Он либо знал, либо догадывался о приближении эскадры Фокса. Вице-президент Конфедерации Александр Стивенс впоследствии писал: «Генерал Борегар не открывал огонь по форту Самтер до того момента, как федеральный флот оказался, по его мнению, очень близко к чарльстонской гавани… он не хотел оказаться под двойным ударом — со стороны форта и федерального флота».
Андерсон отказал. Вроде бы он ответил: «Если вы не разнесёте форт на куски, мы все равно перемрём тут за несколько дней с голоду». Трудно сказать, чем руководствовался Андерсон, зная, что боеприпасов в форте хватит только на один день боёв. Возможно, он полагался на прибытие эскадры Фокса — по плану она должна была появиться как раз утром — но неизвестно, знал ли Андерсон об этих планах.

## Бомбардировка
12 апреля 1861 года в 03:20 Андерсону сообщили, что огонь будет открыт через час. В 04:30 мортирный снаряд из форта Джонсон разорвался над фортом Самтер, сигнализируя о начале обстрела. Открыли огонь 43 орудия фортов Джонсон, Мултри, с плавучих батарей в Чарльстонской гавани и Каммингс-Пойнт. Известный сецессионист Эдмунд Руффин лично приехал в Чарльстону чтобы присутствовать при начале войны, и ему довелось сделать первый (после сигнального) выстрел по форту. Самтер не отвечал огнем 2,5 часа.
Видимо, Андерсон ждал эскадру Фокса. Та подошла к Чарльстону как раз в 03:00, но корабли не успели собраться в точке сбора, а флагман не явился вообще. К вечеру начался шторм и корабли не могли войти в гавань.
В 07:00 капитан Эбнер Даблдэй сделал первый выстрел из форта Самтер по батарее на Каммингс-Пойнт. Но в форте имелось всего 60 орудий. Форт был защищён от обстрела с кораблей (который в то время мог быть только настильным), но не был защищён от навесного огня береговых батарей конфедератов. Стрельба продолжалась 34 часа: до вечера, всю ночь и утро. Эскадра Фокса все ещё стояла в море, ожидая своего флагмана, шторм не прекращался.
Между тем, на другом конце страны вечером 12-го апреля, федеральная армия под командованием Джона Уордена захватила флоридский форт Пикенс.

## Капитуляция

флаг форта Самтер

Центральный флагшток форта рухнул. Новый ещё не успели построить, как появились парламентеры Конфедерации (полковник Вигфалл, англ. Louis T. Wigfall) с вопросом, означает ли исчезновение флага то, что он спущен в знак капитуляции. Андерсон согласился на перемирие. Было 14:00 13 апреля 1861 года.
Условия капитуляции были согласованы к вечеру и 14 апреля 1861 года в 14:30 гарнизон сдал форт. Ни один солдат не погиб во время обстрела, только 5 северян и 4 южан получили ранения. Единственным условием капитуляции Андерсон объявил салют в 100 залпов в честь флага США. Во время этого салюта взорвался штабель зарядов, убив одного солдата (Дэниэля Хоу) и тяжело ранив группу артиллеристов, причем одного смертельно — Эдварда Гэлуэя. Это были первые погибшие в Гражданской войне. По этой причине салют остановили на середине, раненых отправили в госпиталь Чарльстона. Остальной гарнизон был переправлен на пароход «Baltic» из эскадры Фокса.
Флаг форта Андерсон увез с собой на север.

## Последствия
События у форта Самтер послужили сигналом к началу войны. Уже вечером 14 апреля президент Линкольн подготовил прокламацию о наборе 75 000 добровольцев, и утром 15 апреля она была опубликована в газетах северных штатов.
Существует мнение, что Север провоцировал Юг, и именно поэтому Андерсон не принял ультиматума, хотя знал, что форт имеет боеприпасов только на один день боя. Джефферсон Дэвис писал:
Попытка представить нас агрессорами столь же необоснованна, как жалоба волка на ягнёнка в известной басне. Тот, кто нападает, не обязательно наносит первый удар или делает первый выстрел.
Александр Стивенс, как уже говорилось, считал основной причиной обстрела форта приближение эскадры Фокса. Того же мнения придерживается историк Чарльз Рамсдел. По его мнению, отправив к форту флот «якобы для доставки хлеба голодному гарнизону», Линкольн вынудил Конфедерацию сделать первый выстрел.
Существует и обратное мнение: что именно Юг провоцировал Север, это мнение в 1861 году озвучил К. Маркс: «…сецессионисты решили шумным военным выступлением заставить правительство Союза отказаться от его пассивной позиции и только поэтому предприняли бомбардировку форта Самтер у Чарлстона. 11 апреля их генерал Борегар во время переговоров с командиром форта Самтер майором Андерсоном узнал, что форт обеспечен продовольствием лишь на три дня и, таким образом, по истечении этого срока должен будет сдаться без боя. Чтобы предупредить эту сдачу без боя, сецессионисты начали рано утром на следующий же день (12 апреля) бомбардировку, которая через несколько часов привела к падению форта».
Инцидент произвёл огромное впечатление на всю Америку, причём не столько из-за фактически произошедшего, сколько из-за того психологического значения, которое было им придано. Некоторые офицеры, симпатизирующие Югу, резко изменили свои симпатии после этого «акта агрессии». Линкольн объявил о наборе 75-тысячной армии, что, в свою очередь, оттолкнуло от Севера тех, кто ему ранее симпатизировал (например, генерала Джубала Эрли) и привело ко второй волне сецессии — отделению Виргинии, Северной Каролины и Теннесси.
Федеральная армия вернулась в форт через несколько дней после капитуляции Северовирджинской армии и ровно через четыре года после сдачи форта — 14 апреля 1865 года.

## Интересные факты

Флаг армии Юга — «Bonnie Blue»

- Полвека спустя на часах Авраама Линкольна была обнаружена гравировка, которую нанес часовщик Джонатан Диллан 13 апреля 1861: «Повстанцы напали на форт Самтер» и «Спасибо Господу, что у нас есть правительство». Спустя 55 лет после этого события часовой мастер рассказал The New York Times, что услышал «первые выстрелы» Гражданской войны, когда ремонтировал часы Линкольна. Диллан признался, что открутил циферблат часов и выгравировал сообщение об историческом дне. «Линкольн даже не подозревал о наличии этого сообщения на своих часах», — подтвердил его версию директор Национального музея американской истории Брент Гласс.[10]
- Во время бомбардировки форта в его гарнизоне служил лейтенант Джефферсон Дэвис, впоследствии генерал-майор и корпусной командир федеральной армии.
- Форт Самтер пал 13 апреля 1861, покушение на Линкольна произошло практически в годовщину этого события — 14 апреля 1865.
- Узнав о падении форта Самтер, Уолт Уитмен написал стихотворение «Бей! бей! Барабан! (Beat! Beat! Drums!)»
- Окрестности форта Самтер — остров Силливана — являются местом действия повести Эдгара По «Золотой жук», и сам Эдгар По в 1820-х годах служил в форте Мултри.

### Статьи
- Ludwell H. Johnson. Fort Sumter and Confederate Diplomacy (англ.) // The Journal of Southern History. — Southern Historical Association, 1960. — Vol. 26, iss. 4. — P. 441-477. — doi:10.2307/2204623.
- Edmund Ruffin. The First Shot at Fort Sumter (англ.) // The William and Mary Quarterly. — Omohundro Institute of Early American History and Culture, 1911. — Vol. 20, iss. 2. — P. 69-101. — doi:10.2307/1921468.